# 단축키

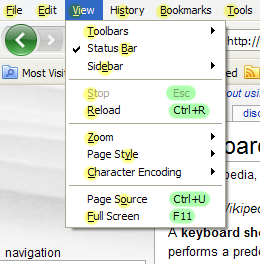
파이어폭스의 바로가는 키

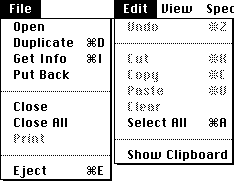
매킨토시 파인더 메뉴 조합. 단축키가 오른쪽 열에 표기되어 있다.

단축키(문화어: 지름건) 또는 바로 가기 키는 미리 정의된 기능을 수행하는 키나 키의 집합이다. 현대의 마이크로소프트 윈도우에서는 "바로 가기 키"로 번역하였다. 쇼트컷 키, 핫 키, 키 콤보라고도 한다.
가장 단순한 단축키로는 도움말로 이동하는 F1이 있다. 두 개 이상의 키를 사용하는 키 조합으로는 Ctrl+C가 있다. 세 개 이상의 키를 사용하는 키 조합을 예로 들면, 파일 메뉴의 저장을 누르는 단축키로는 Alt+F, S가 있다.
스타크래프트 등의 전략 게임에서 단축키를 많이 사용하는 경향이 있다.

## 개요
단축키는 일반적으로 키보드를 사용하여 하나 이상의 명령을 호출하는 수단이며, 메뉴, 포인팅 장치, 각기 다른 수준의 사용자 인터페이스를 통해서나 명령 줄 인터페이스를 통해 이용이 가능하다. 단축키는 일부 키눌림의 연속 과정을 줄여나감으로써 일반적으로 공통되는 작업을 빠르게 수행하기 위해 사용되는데, 이러한 이유로 "바로 가기"(shortcut)라고도 부른다.

## 같이 보기
- 단축키 목록
- 바로 가기